# 829
Раннє Середньовіччя •  Епоха вікінгів •  Золота доба ісламу •  Реконкіста.

## Геополітична ситуація
У Східній Римській імперії завершилося правління Михаїла II Травла, розпочалося правління Феофіла. У Франкському королівстві продовжується правління Людовика Благочестивого. Північ Італії належить Каролінзькій імперії, Рим і Равенна під управлінням Папи Римського, герцогства на південь від Римської області незалежні, деякі області на півночі та на півдні належать Візантії. Піренейський півострів, окрім Королівства Астурія, займає Кордовський емірат. Вессекс підпорядкував собі більшу частину Англії. Існують слов'янські держави: Перше Болгарське царство, Моравське князівство, Нітранське князівство.
Аббасидський халіфат очолює аль-Мамун. У Китаї править династія Тан. Велика частина Індії під контролем імперії Пала. В Японії триває період Хей'ан. Хозарський каганат підпорядкував собі кочові народи на великій степовій території між Азовським морем та Аралом. Територію на північ від Китаю займає Уйгурський каганат.
На території лісостепової України в IX столітті літописці згадують слов'янські племена білих хорватів, бужан, волинян, деревлян, дулібів, полян, сіверян, тиверців, уличів. У Північному Причорномор'ї співіснують різні кочові племена, зокрема булгари, хозари, алани, тюрки, угри, кримські готи. Херсонес Таврійський належить Візантії.

## Події
- Василевсом Візантійської імперії став Феофіл. Він стратив убивць Лева V Вірменина й відновив політику іконоборства.
- Король Вессексу Егберт звоював Мерсію і підкорив собі майже всю Англію.
- Імператор Людовик Благочестивий віддав у правління своєму синові Карлу Алеманію, Рецію, Ельзас і частину Бургундії, забравши ці землі в іншого сина Лотара. Таке рішення зробило імператора дуже непопулярним серед знаті, а все через підступи його нової дружини Юдит Баварської.
- На прохання шведського короля Бйорна II імператор Людовик Благочестивий послав у Швецію місіонера Ансгара.
- Сарацини напали на узбережжя Далмації.
- Сарацини з Критського емірату завдали поразки візантійському флоту і здобули волю вчиняти морські напади в Егейському морі.
- Булгари підкорили собі Славонію. Хорвати вийшли з-під франкського правління.
- Наньчжао захопила місто Ченду в провінції Сичуань.
- У Венеції почалося спорудження першого собору святого Марка.

## Померли
- Михаїл II Травл, візантійський василевс.